# Henry Boguet
Pour les articles homonymes, voir Boguet.
Henry Boguet (né à Pierrecourt, Franche-Comté, en 1550 et mort le 23 février 1619), est un grand-juge de Saint-Claude (1596 à 1616), aux confins du comté de Bourgogne, un légiste et un démonologue. Il est connu pour avoir encouragé la chasse aux sorcières et laissé périr de nombreuses femmes au bûcher.

## Biographie
Très célèbre démonologue, il est l'auteur du Discours exécrable des Sorciers (1602), douze fois réédité en vingt ans. Les dix premières éditions couvrent la période 1602-1610, qui correspond également à l'une des premières périodes de persécution organisée en Franche-Comté (1603-1614), favorisée par la législation princière (édit des Archiducs en 1604), parlementaire (publication répressive de 1608), et la participation de la population. La première répression débute en fait en 1598, prend son origine dans la juridiction de Boguet et dure quatre ans.
Dans Instruction pour un juge, il s'adresse à un juge comtois de Salins en 70 articles qui traitent du type d'intervention à conduire dans le cadre de la sorcellerie. Cette partie de l'ouvrage exerça une influence considérable sur l'ensemble des magistrats de l'époque. Les juges le consultent, le Parlement le possède dans sa bibliothèque.
Dans Six advis ..., rédigé en 1608, il est question d'accusations très concrètes.
Bien qu'il s'opposât à l'application systématique de la torture et de la cruauté dans les interrogatoires, Boguet n'en souhaitait pas moins mettre tous les actes de sorcellerie dans le « même sac » afin de l'éradiquer.
À propos de la secte de Satan :

« ceste hydre mérite bien que l'on institue des juges exres pout luy retrancher toutes ses testes a bon escient, et tellement pour qu'il n'en renaisse plus »

Il eut à juger également sur Saint-Claude neuf cas de lycanthropie (loups-garous).
Sa sagesse, son savoir et son équité étaient vantés, et certains le comparaient à un nouvel Hercule.
Gaspar de Bin chantait, en parlant de Boguet :
La Grèce assit jadis Alcide entre les Dieux

Pour avoir surmonté les Monstres de la Terre;

Et toi domptant l'Enfer, qui nous brouille de guerre

Quelle place dois-tu attendre dans les Cieux.
Sa renommée de brûleur féroce a traversé les siècles jusqu'à ce que Dom Paul Benoît et Louis Duparchy en 1892 rétablissent la vérité. Des 1500 victimes qu'on lui attribua, il laissa, après un procès entamé contre Françoise Secrétain, une quarantaine de sorcières périr de manière atroce sur le bûcher, oubliant de leur accorder le bénéfice du retentum.
Une double légende prétend qu'à l'instar de Nicolas Rémy, Boguet ait fini sur le bûcher et que sa famille ait racheté en sous-main la plupart des exemplaires de son Discours.
Aujourd'hui Rossell Hope Robbins suggère que certains des parents de Boguet éprouvaient une secrète sympathie à l'égard de la sorcellerie.[réf. nécessaire]